# Collegio uninominale Friuli-Venezia Giulia - 02 (Camera dei deputati 2020)
Il collegio elettorale uninominale Friuli-Venezia Giulia - 02 è un collegio elettorale uninominale della Repubblica Italiana per l'elezione della Camera dei deputati.

## Territorio
Come previsto dalla legge n. 51 del 27 maggio 2019, il collegio è stato definito tramite decreto legislativo all'interno della circoscrizione Friuli-Venezia Giulia.
È formato dal territorio di 97 comuni della ex-provincia di Udine: Aiello del Friuli, Aquileia, Artegna, Attimis, Bagnaria Arsa, Basiliano, Bertiolo, Bicinicco, Bordano, Buja, Buttrio, Camino al Tagliamento, Campoformido, Campolongo Tapogliano, Carlino, Cassacco, Castions di Strada, Cervignano del Friuli, Chiopris-Viscone, Cividale del Friuli, Codroipo, Colloredo di Monte Albano, Corno di Rosazzo, Coseano, Dignano, Drenchia, Faedis, Fagagna, Fiumicello Villa Vicentina, Flaibano, Forgaria nel Friuli, Gemona del Friuli, Gonars, Grimacco, Latisana, Lestizza, Lignano Sabbiadoro, Lusevera, Magnano in Riviera, Majano, Manzano, Marano Lagunare, Martignacco, Mereto di Tomba, Moimacco, Montenars, Mortegliano, Moruzzo, Muzzana del Turgnano, Nimis, Osoppo, Pagnacco, Palazzolo dello Stella, Palmanova, Pasian di Prato, Pavia di Udine, Pocenia, Porpetto, Povoletto, Pozzuolo del Friuli, Pradamano, Precenicco, Premariacco, Prepotto, Pulfero, Ragogna, Reana del Rojale, Remanzacco, Rive d'Arcano, Rivignano Teor, Ronchis, Ruda, San Daniele del Friuli, San Giorgio di Nogaro, San Giovanni al Natisone, San Leonardo, San Pietro al Natisone, San Vito al Torre, San Vito di Fagagna, Santa Maria la Longa, Savogna, Sedegliano, Stregna, Taipana, Talmassons, Tarcento, Tavagnacco, Terzo d'Aquileia, Torreano, Torviscosa, Trasaghis, Treppo Grande,
Tricesimo, Trivignano Udinese, Udine, Varmo e Visco 
Il collegio è parte del collegio plurinominale Friuli-Venezia Giulia - 01.

## Eletti
| Elezione | Elezione | Deputato        | Partito           |
| -------- | -------- | --------------- | ----------------- |
|          | 2022     | Walter Rizzetto | Fratelli d'Italia |

## Dati elettorali

### XIX legislatura
Come previsto dalla legge elettorale, 147 deputati sono eletti con sistema a maggioranza relativa in altrettanti collegi uninominali a turno unico.
| Candidati                                 | Candidati                 | Voti    | %     | Liste                                 | Voti    | %     |
| ----------------------------------------- | ------------------------- | ------- | ----- | ------------------------------------- | ------- | ----- |
|                                           | Walter Rizzetto ✔️ Eletto | 124 120 | 51,55 | Fratelli d'Italia                     | 76 820  | 31,91 |
| Lega per Salvini Premier                  | Walter Rizzetto ✔️ Eletto | 124 120 | 51,55 | 28 455                                | 11,82   |       |
| Forza Italia                              | Walter Rizzetto ✔️ Eletto | 124 120 | 51,55 | 16 642                                | 6,91    |       |
| Noi moderati/Lupi - Toti - Brugnaro - UDC | Walter Rizzetto ✔️ Eletto | 124 120 | 51,55 | 2 203                                 | 0,91    |       |
|                                           | Manuela Celotti           | 59 965  | 24,91 | Partito Democratico-IDP               | 42 257  | 17,55 |
| Alleanza Verdi e Sinistra                 | Manuela Celotti           | 59 965  | 24,91 | 8 809                                 | 3,66    |       |
| +Europa                                   | Manuela Celotti           | 59 965  | 24,91 | 7 953                                 | 3,30    |       |
| Impegno Civico - Centro Democratico       | Manuela Celotti           | 59 965  | 24,91 | 946                                   | 0,39    |       |
|                                           | Maria Sandra Telesca      | 22 066  | 9,16  | Azione - Italia Viva - Calenda        | 22 066  | 9,16  |
|                                           | Cesidio Antidormi         | 15 294  | 6,35  | Movimento 5 Stelle                    | 15 294  | 6,35  |
|                                           | Ketty Rodela              | 7 371   | 3,06  | Italexit                              | 7 371   | 3,06  |
|                                           | Lucia Giordani            | 4 446   | 1,85  | Italia Sovrana e Popolare             | 4 446   | 1,85  |
|                                           | Ugo Rossi                 | 3 603   | 1,50  | Vita                                  | 3 603   | 1,50  |
|                                           | Ivan Volpi                | 2 697   | 1,12  | Unione Popolare                       | 2 697   | 1,12  |
|                                           | Andrea Sponza             | 845     | 0,35  | Alternativa per l'Italia (PdF - Exit) | 845     | 0,35  |
|                                           | Elisabetta Romeo          | 361     | 0,15  | Noi di Centro – Europeisti            | 361     | 0,15  |
| Totale                                    | Totale                    | 240 768 | 100   |                                       | 240 768 | 100   |
|                                           |                           |         |       |                                       |         |       |
| Schede bianche                            | Schede bianche            | 3 447   | 1,36  |                                       |         |       |
| Schede nulle                              | Schede nulle              | 8 864   | 3,50  |                                       |         |       |
| Votanti                                   | Votanti                   | 253 079 | 67,64 |                                       |         |       |
| Elettori                                  | Elettori                  | 374 129 |       |                                       |         |       |